# Lázaro Cárdenas del Río, Sabanilla
Lázaro Cárdenas del Río är en ort i Mexiko.   Den ligger i kommunen Sabanilla och delstaten Chiapas, i den sydöstra delen av landet, 700 km öster om huvudstaden Mexico City. Lázaro Cárdenas del Río ligger 195 meter över havet och antalet invånare är 402.
Terrängen runt Lázaro Cárdenas del Río är varierad. Lázaro Cárdenas del Río ligger nere i en dal. Runt Lázaro Cárdenas del Río är det ganska tätbefolkat, med 96 invånare per kvadratkilometer. Närmaste större samhälle är Simojovel de Allende, 13,7 km söder om Lázaro Cárdenas del Río. Trakten runt Lázaro Cárdenas del Río består till största delen av jordbruksmark.